# スクーク
スクーク（sukuk、イスラム債券）は、シャリーア（イスラム法）の規定の範囲内で発行される有価証券である。

## 概要
シャリーアにおいては利子を取ることが禁止されているため、投資家が発行体に金銭を貸し付けるという一般の債券はシャリーア適格でないと考えられる。そのため、利子以外の形で収益を投資家に配分するためのスキームとしてイジャーラ（物の賃貸借）契約を裏づけとするもののほか、ムシャーラカ（共同経営）スキームを用いるものなど、各種のスクークが発行されている。
2001年9月にバーレーンの中央銀行が政府債券としてイジャーラベースのスクークを発行した後、バーレーン・マレーシアを中心にスクークの発行が盛んになっている。とりわけマレーシアでは2004年以来2007年まで、社債の発行額のおよそ半分をイスラム債が占めている。
日系企業としては、イオンクレジットサービスが2007年に初めてスクークを発行した。同社はマレーシアで現地法人を通じてイスラム金融方式を含む債券を発行した
。

## 関連記事
- イスラム銀行
- タカフル